# Ophryotrocha claparedei
Ophryotrocha claparedei är en ringmaskart som beskrevs av Studer 1878. Ophryotrocha claparedei ingår i släktet Ophryotrocha och familjen Dorvilleidae.
Artens utbredningsområde är havet kring Nya Zeeland. Inga underarter finns listade i Catalogue of Life.